# Dipartimento di Ischilín
Il Dipartimento di Ischilín è un dipartimento argentino, situato nella parte nord-occidentale della provincia di Córdoba, con capoluogo Deán Funes.

## Geografia fisica
Esso confina a nord-est con il dipartimento di Tulumba, a sudest con quello di Totoral, a sud con il dipartimento di Punilla, e a sudovest con quello di Cruz del Eje.
Il dipartimento è suddiviso nelle seguenti pedanie: Copacabana, Manzanas, Parroquia, Quilino, Toyo.

## Società

### Evoluzione demografica
Secondo il censimento del 2001, su un territorio di 5.123 km², la popolazione ammontava a 30.105 abitanti, con un aumento demografico del 6,23% rispetto al censimento del 1991.

## Amministrazione
Nel 2001 il dipartimento comprendeva:
- 7 comuni (comunas in spagnolo):
  - Avellaneda
  - Cañada de Río Pinto
  - Chuña
  - Copacabana
  - Los Pozos
  - Olivares de San Nicolás
  - Villa Gutiérrez
- 2 municipalità (municipios in spagnolo):
  - Deán Funes
  - Quilino